# 조이 빌라

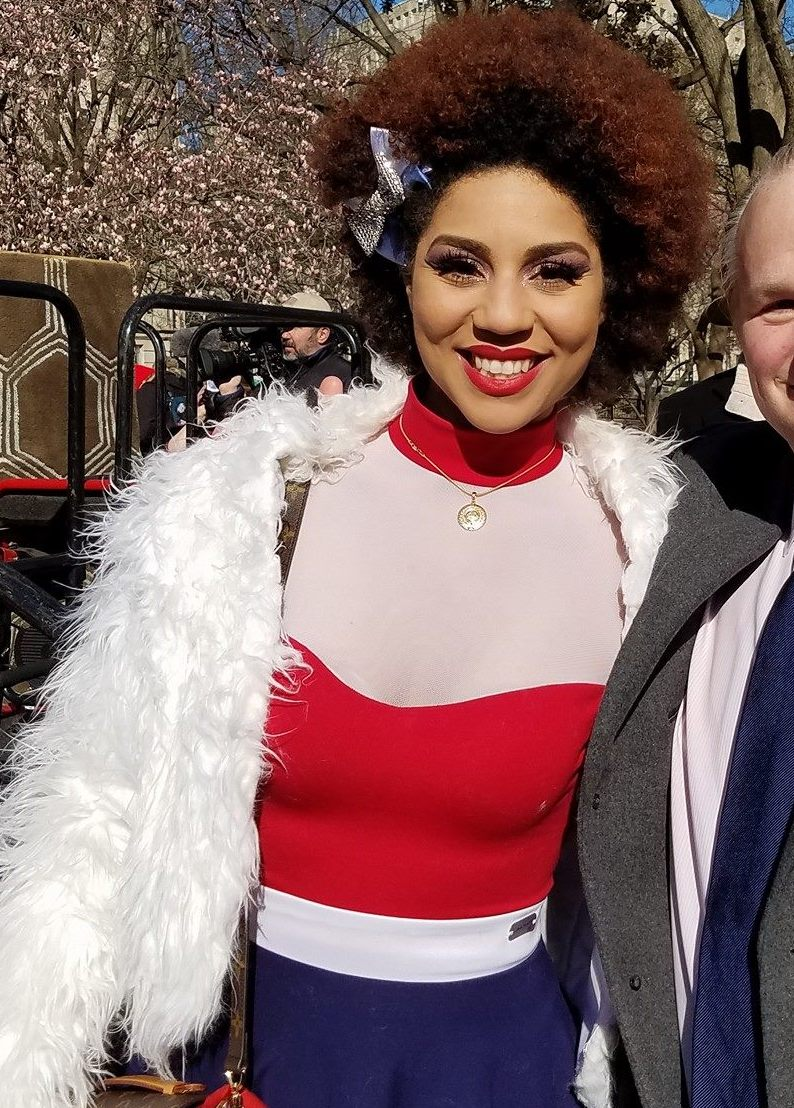

조이 빌라(Joy Villa, 1986년 4월 25일 ~ )는 미국의 가수, 배우, 텔레비전 배우, 작곡가 겸 작사가, 영화배우, 기타 연주자이다.
오렌지에서 태어났다.

## 영화
- 홉고블린스 2 (2009년)
- 비욘드 더 링 (2008년) - 리치 스펙테이터 역